# 山东省平邑第一中学
山东省平邑第一中学，简称平邑一中，坐落于山东省临沂市平邑县，截至2023年6月14日，共有教师931人，是一所平邑县教育和体育局主管的省级规范化公办学校。

## 学校概况
平邑一中现有教师931人，其中正高级教师3人，高级教师238人，一级教师476人，二级教师194人。
三个校区共有229个教学班，在校学生13000余人。

### 西校区
位于平邑县城温凉河路西首，在原赛博高中校舍基础上扩建而成，占地406亩，投资1.5亿元，可容纳120个教学班、6600名学生。学校总用地16.0569公顷，设有综合楼、科技楼、实验楼、教学楼、学生公寓、生活辅助楼。另外，建设自行车棚，体育场地（篮球场、乒乓球场、排球场)，机动车停车场（库）等配套设施。

### 东校区
位于平邑街道保定庄南，香山路西。占地67580平方米，总投资1.96亿元，可容纳90个教学班、4500名学生。总建筑面积93279平方米，包括教学楼及其辅助用房、图书综合楼、会议室(合班教室) 、校园餐厅、学生宿舍、生活中心，并建有地下建筑685平方米。

### 新校区
位于平邑县东南部，北临朝阳路,南临银花路，西临香山路，东临保定路。学校总用地面积约20.8公顷，教学区、学生生活区、运动区科学布局，可容纳120个教学班、6000名学生。学校建有蒙山会堂，参照剧院双层观众席设计，可容纳1600人；体育训练馆1座，兼具比赛、训练双重功能；餐厅2座，可同时满足6000人就餐。

## 机构设置

### 学校党委
王继峰：党委书记、校长，新校区校长。主持行政、党务工作。
李中阁：党委副书记、常务副校长、新校区党总支书记。协助王继峰负责全面工作，主抓新校区工作。
华丽：党委委员、副校长。负责新校区教学工作。
李景元：党委委员、副校长。负责新校区校园环境、秩序、安全工作。
菅常利：党委委员、副校长。东校区校长，主持东校区全面工作。
曹卫华：党委委员、工会主席。负责学校教学和工会工作。
王庆军：党委委员、副校长。西校区校长，主持西校区全面工作。

### 校区分管部门

#### 新校区
副校长：刘珂、邓海龙、段瑞军
以下是相关部门责任人及工作职责：
- 教导处主任：班乃忠
- 政教处主任：宋磊
- 总务处主任：李学民
- 办公室主任：张强
- 团委副书记：胡超群
- 工会副主席：廉敏

#### 西校区
副校长：林清圣、宋翔、张兴海
工会主席：魏会平
以下是相关部门责任人及工作职责：
- 教导处主任：牛现龙
- 政教处主任：胡月民
- 总务处主任：徐孝斌
- 办公室主任：姚健

#### 东校区
副校长：袁汝金、李京德、李秀德
工会主席：曹春举
以下是相关部门责任人及工作职责：
- 教导处主任：卜凡军
- 政教处主任：郭伟
- 总务处主任：刘俊永
- 办公室主任：赵祥[2]

## 成就

### 荣誉称号
国家级教育教学课题先进实验学校、教育部现代教育技术实验学校、全国中学生物理（生物学、信息学）竞赛金牌学校、全国科研兴教示范单位、山东省教育系统先进集体、山东省规范化学校、山东省文明校园、山东省学科基地、山东省书香校园、清华大学生源基地、山东省青少年信息学奥赛创新实践研究基地、山东省电化教学示范学校、山东省绿色学校、临沂市教学示范学校、临沂市高中教学工作先进单位、临沂市首批特色高中、临沂市文明单位。

### 竞赛成就
2021年，信息学奥赛获得一金一银；信息学联赛获得9个省一等奖、13个省二等奖，唐绍轩同学蝉联全省冠军；全国中学生物理竞赛获一枚银牌。
2022年，在第34届国际信息学奥林匹克竞赛中，唐绍轩以满分600夺得世界冠军；在信息学奥赛省队选拔赛中，13个省队名额该校占2人，其中一人位居全省第一名；地理奥赛2人跻身省队，11人获得省一等奖；一人作为霹雳舞国家队队员参加第19届世界中学生运动会并取得铜牌。

## 争议
2019年9月7日，平邑一中一学生坠楼身亡。

2023年6月28日，平邑一中因采购的鲜鸡蛋中甲硝唑项目不符合GB31650-2019《食品安全国家标准 食品中兽药最大残留限量》要求，违反《中华人民共和国食品安全法》，于10月16日受到来自平邑县市场监督管理局的行政处罚，没收违法所得480元、罚款20000元。